# Pernik

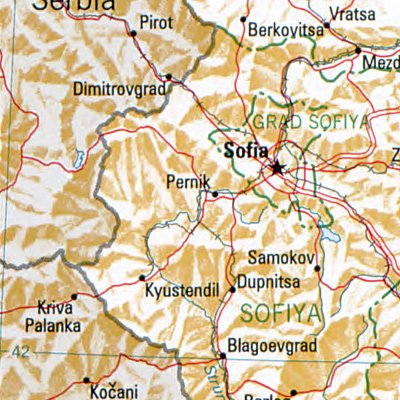
Pernik – Bulgarien – Nachbarorte: Sofia, Samokow, Dupniza, Kjustendil, Blagoewgrad, Wraza, Berkowiza, Dimitrovgrad (Serbien)

Pernik [ˈpɛrnik] (bulgarisch Перник, 1949–1962 Димитрово Dimitrowo) ist eine Stadt in West-Bulgarien, 30 km südwestlich von Sofia. Pernik ist industrielles und kulturelles Zentrum der Gemeinde Pernik und der Oblast Pernik.

## Geografie

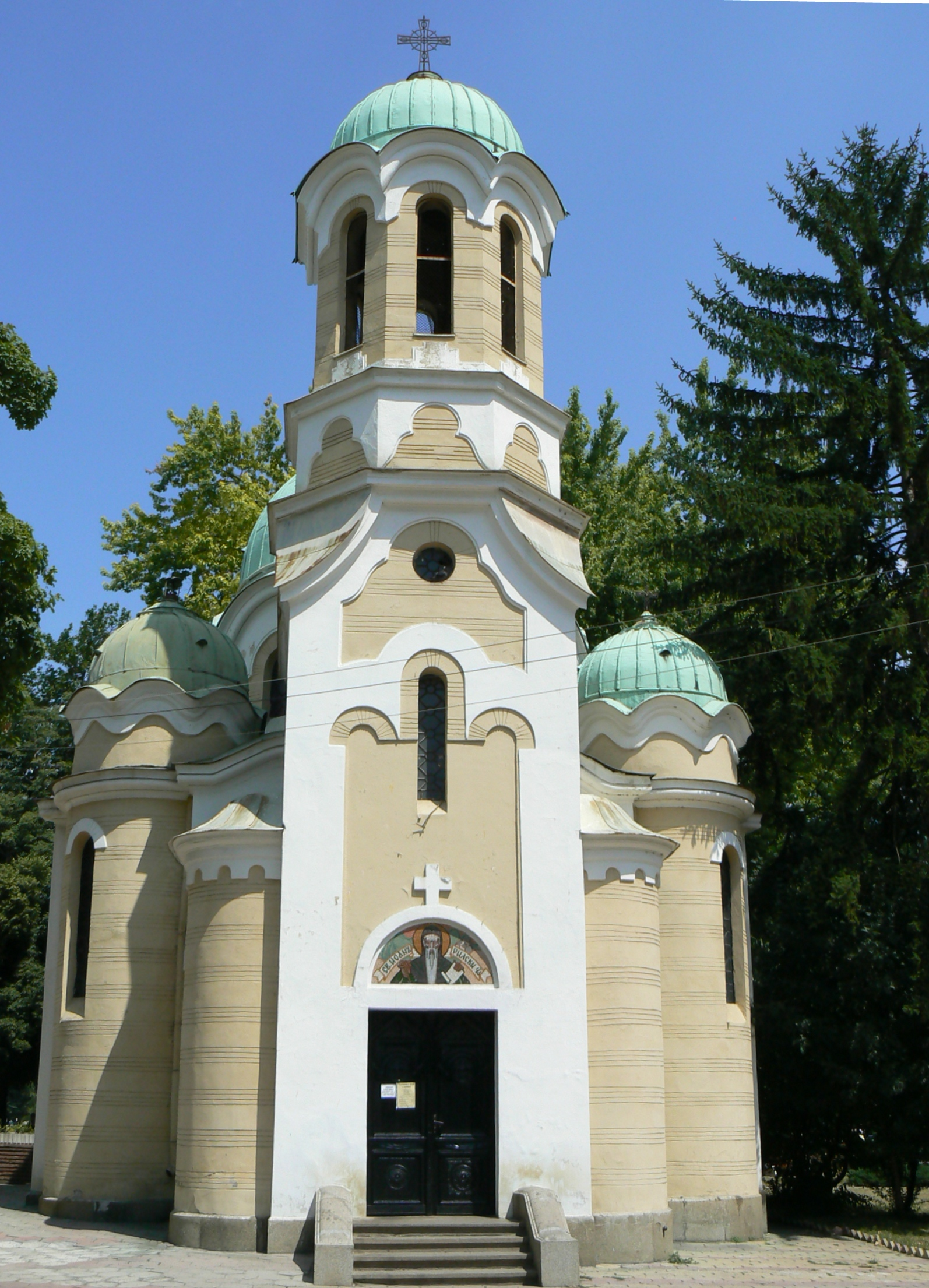
Bulgarisch-orthodoxe Kirche Hl. Iwan Rilski

Die Stadt liegt im Struma-Tal und ist in einem Talkessel von Gebirgen umgeben. Im Süden liegt das Golo-Bardo-Gebirge (Голо бърдо), im Norden das Ljulin-Gebirge, im Osten die Kuppeln des Witoscha-Gebirges und nach Westen das hügelige Gebiet Graowo. Nach Sofia ist Pernik die zweitgrößte Stadt in Südwestbulgarien.
Die nächsten Städte sind neben Sofia (30 km nach Nordosten), Kjustendil (59 km nach Südwesten) und Blagoewgrad (70 km im Süden).
Bei Pernik gibt es die größten Braunkohlevorkommen Bulgariens. Der Abbau der Kohle lohnt zunehmend nicht mehr.
Durch Pernik verläuft der europäische Verkehrskorridor 4, die Europastraße 79 und eine Eisenbahnlinie, die Mitteleuropa mit Griechenland verbindet. Eisenbahnverbindungen bestehen nach Sofia, Blagoewgrad, Kulata und Kjustendil.
In der Region liegt einer der ältesten Handelswege des Balkans: Sofia–Thessaloniki–Skopje.

## Geschichte
Bereits im 6. Jahrtausend existierten in Pernik Siedlungen des frühen Neolithikums, im 3. Jahrtausend Siedlungen der Früh-Bronzezeit. Im 5./4. Jahrhundert v. Chr. bestand auf der Höhe westlich der Stadt eine starke thrakische Festung, die im 1. Jahrhundert n. Chr. von den Römern zerstört wurde. Von den Bulgaren wiederaufgebaut, war sie 1004-1016 ein Stützpunkt des Feudalherrschers Krakra Pernischki gegen den byzantinischen Kaiser Basileios II.
Die bis ins 19. Jahrhundert unbedeutende Ansiedlung entwickelte sich erst seit 1891 durch den Kohleabbau zur heutigen modernen Bergbau- und Industriestadt mit den Schwerpunkten Kohle- und Energiegewinnung, Metallurgie und Maschinenbau.
Besichtigenswert sind das historische Museum, die antike und mittelalterliche Festung Krakra (Aussichtspunkt) und die thrakische Kultstätte (2./4. Jahrhundert n. Chr.).

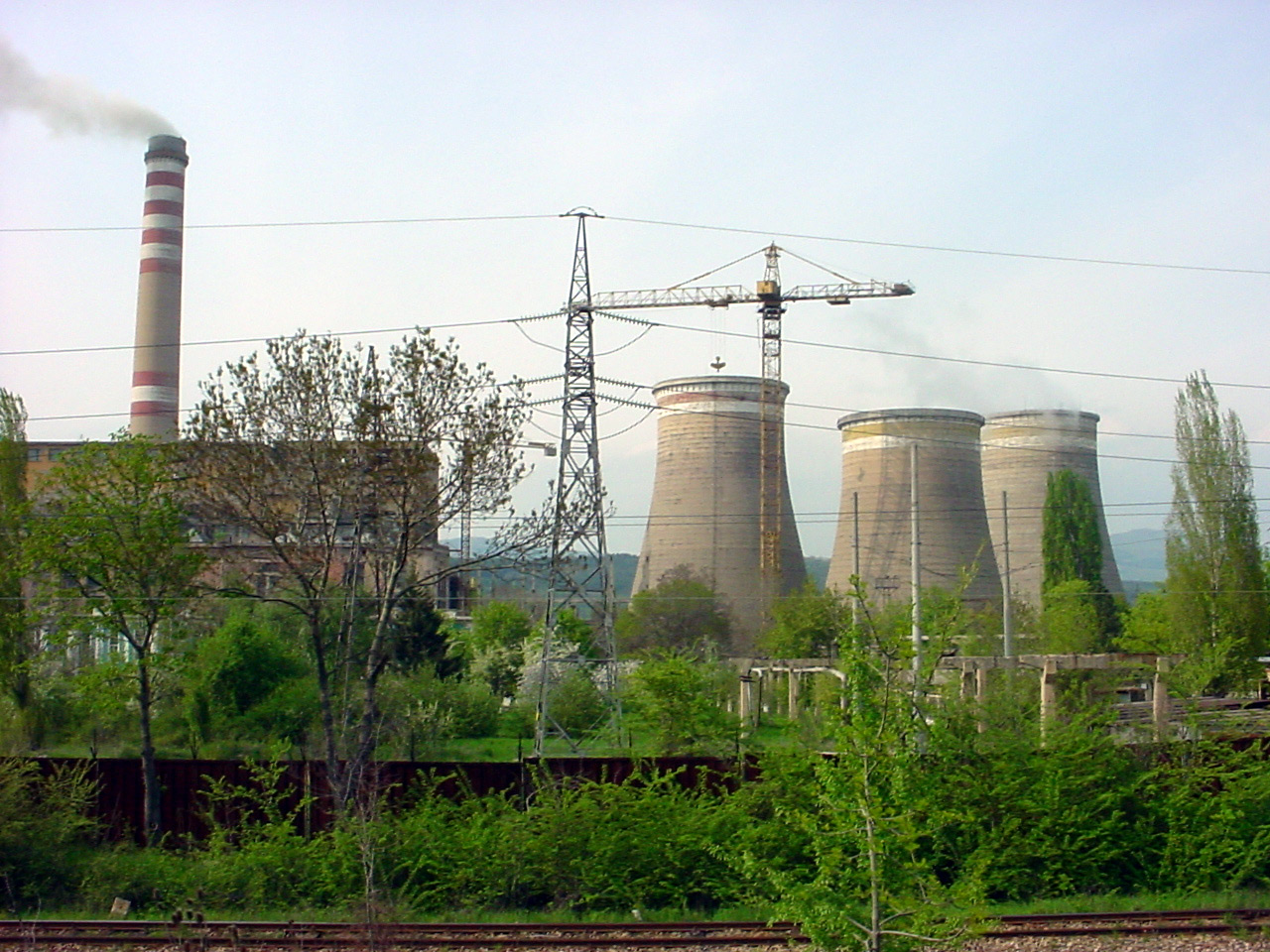
Industrie nahe Pernik: Wärmekraftwerk Republika

Ein Erdbeben mit der Stärke 5,9 erschütterte Pernik am 22. Mai 2012. Dabei stürzte einer der Kühltürme des Wärmekraftwerks Republika (siehe Bild rechts) ein.

## Politik

### Gemeindegliederung
In der Gemeinde Pernik (bulg. Община Перник) sind außer die Stadt Pernik noch folgende Orte eingegliedert:
| - Batanowzi - Bogdanow dol - Bosnek - Diwotino - Dragitschewo - Golemo Butschino - Jardschilowzi - Kladniza - Kralew dol - Leskowez - Ljulin - Meschiza | - Planiniza - Raduj - Rasnik - Rudarzi - Selitschen dol - Studena - Tsherna gora - Tschujpetlowo - Wiskjar - Witanowzi - Zidari |

### Städtepartnerschaften
Pernik listet dreizehn Partnerstädte auf:
| Stadt          | Land                   | seit | Typ      |
| -------------- | ---------------------- | ---- | -------- |
| Balaschicha    | Russland               |      | belegt   |
| Cardiff        | Vereinigtes Königreich | 1940 | unbelegt |
| Elektrostal    | Russland               | 2004 | belegt   |
| Huai’an        | Volksrepublik China    | 2011 | belegt   |
| Kavadarci      | Nordmazedonien         |      | belegt   |
| Las Vegas      | Vereinigte Staaten     | 2005 | unbelegt |
| Lublin         | Polen                  | 2002 | belegt   |
| Luhansk        | Ukraine                | 1948 | belegt   |
| Magdeburg      | Deutschland            | 2001 | unbelegt |
| Nilüfer, Bursa | Türkei                 |      | belegt   |
| Orosei         | Italien                |      | belegt   |
| Orscha         | Belarus                | 2008 | belegt   |
| Ovar           | Portugal               | 1998 | belegt   |
| Pantelej, Niš  | Serbien                | 2007 | belegt   |
| Pardubice      | Tschechien             | 2008 | belegt   |
| Rožaje         | Montenegro             |      | belegt   |
| Sacramento     | Vereinigte Staaten     | 2007 | unbelegt |
| Skopje         | Nordmazedonien         | 1999 | unbelegt |